# Винклер, Антон
Антон Винклер (нем. Anton Winkler; 23 февраля 1954, Бишофсвизен, ФРГ — 8 октября 2016, Берхтесгаден, Бавария, Германия) — западногерманский саночник, выступавший за сборную ФРГ в конце 1970-х — начале 1980-х годов, чемпион Европы, бронзовый призёр Олимпийских игр в Лейк-Плэсиде (1980).

## Спортивная карьера
Начал участвовать в соревнованиях саночников в Кенигзее еще в школьном возрасте. Затем выступал за спортивный клуб RC Berchtesgaden из Берхтесгадена. В период между 1970 и 1973 годами он выиграл несколько немецких молодежных чемпионатов в одноместных и двухместных санях. В 17-летнем возрасте в 1972 году он выиграл свою первую международную медаль — серебро на чемпионате Европы среди юниоров и был дублером в составе сборной Германии на Олимпийских зимних играх в Саппоро (1972). Его наставником стал напарник по команде Йозеф Фендт, двукратный чемпион мира, а затем — президент Международной федерации санного спорта.
Принимал участие в двух зимних Олимпиадах, на играх 1976 года в Исбруке, выступая в программе мужских одиночных заездов смог подняться лишь до шестой позиции. На следующей своей Олимпиаде, 1980 года в Лейк-Плэсиде, в той же дисциплине занял третье место и получил бронзовую медаль.
Также являлся обладателем трёх наград чемпионатов мира, в его послужном списке одно серебро (одиночки: 1978) и два золота (одиночки: 1977; двойки: 1979). Один раз спортсмен поднимался на подиум чемпионата Европы — в 1977 году он одержал победу на состязаниях в Кёнигсзее. Лучший результат на Кубке мира показал в сезоне 1977/78, когда по итогам всех заездов занял в общем зачёте первое место, опередив знаменитого итальянца Пауля Хильдгартнера. Дважды выигрывал главный приз чемпионата Германии — в 1976 и 1980 годах и дважды был серебряным призером (1974 и 1975).
После зимних Олимпийских игр 1980 года он вышел на пенсию и работал тренером молодежных команд в Кенигзее. Впоследствии, получив специальность электрика, работал гражданским служащим в немецкой армии.